# Perpolita petronella
Perpolita petronella is een slakkensoort uit de familie van de Oxychilidae. De wetenschappelijke naam van de soort werd voor het eerst geldig gepubliceerd in 1853 door Ludwig Georg Karl Pfeiffer als Helix petronella.

## Kenmerken
Het rechts-gewonden slakkenhuisje is laag taps toelopend. Hij bereikt een breedte van 4,2 tot 5 mm en een hoogte van 2 tot 2,5 mm. In het volwassen stadium heeft het 3½ tot 4½ windingen die snel en regelmatig toenemen en van elkaar worden gescheiden door een platte hechtdraad. De topkwart van de laatste winding is slechts matig verwijd. In het apicale aanzicht is de laatste winding relatief smal. De windingen zijn goed gewelfd aan de boven- en onderkant. De mond is daarom afgerond, afgezien van de snede door de vorige winding. De mondrand is verdikt en loopt spits toe. De navel is breed en diep en versmalt snel naar binnen.
De schaal van het huisje is dun en glasachtig doorschijnend. Het is meestal kleurloos tot licht geelachtig, vaak met een groenachtige tint. De bovenzijde vertoont op regelmatige afstanden sterke, ribachtige versterkte groeilijnen. In de laatste bocht worden ze echter steeds onregelmatiger.

### Vergelijkbare soorten
Het huisje van Perpolita petronella lijkt sterk op die van het ammonshorentje (Perpolita hammonis), maar is groter. De eindslag is smaller en de naad is hoger. Als gevolg hiervan is de laatste winding in het apicale aanzicht aanzienlijk smaller en is de mond afgerond. De navel is iets smaller en niet excentriek. De schaal is kleurloos of licht groenachtig, niet bruin. De groeilijnen zijn wat onregelmatiger en minder duidelijk op de eindkrans.

## Geografische spreiding en leefgebied
Het verspreidingsgebied van Perpolita petronella strekt zich uit van de westelijke en noordelijke Alpen, Slowakije en het noorden van Oekraïne richting het noorden (tot de poolcirkel). In Duitsland is zijn aanwezigheid zeer verspreid. Verder naar het oosten strekt het verspreidingsgebied zich uit tot Siberië, het Verre Oosten en Noord-Korea.
De soort geeft de voorkeur aan koele en vochtige leefgebieden in bergbossen en bergweiden met keien en moerassige gebieden. Op lagere hoogten komt de soort voor in koelere bossen in ravijnen. In Zwitserland komt hij voor op hoogtes tussen 1000 en 2700 meter boven zeeniveau, voornamelijk tussen 1600 en 2100 meter. De soort verdraagt ook kalkvrije of kalkarme gronden. De soort geeft dan ook de voorkeur aan koelere en nattere leefgebieden dan de nauw verwante ammonshorentje (P. hammonis).